# Anoplodesmus stadelmanni
Anoplodesmus stadelmanni är en mångfotingart som beskrevs av Karl Wilhelm Verhoeff 1930. Anoplodesmus stadelmanni ingår i släktet Anoplodesmus och familjen orangeridubbelfotingar. Inga underarter finns listade i Catalogue of Life.